# Station Fribourg
Het station Fribourg (Frans: Gare de Fribourg, Duits: Bahnhof Freiburg) is het belangrijkste spoorwegstation van de stad Fribourg in het Zwitserse kanton Fribourg. Het is een belangrijk knooppunt in het Zwitsers spoorwegnet. Om de meertaligheid van het kanton Fribourg te onderstrepen wordt sinds 2012 het station aangeduid als Fribourg/Freiburg.
Het station wordt niet enkel bediend door de SBB-CFF-FFS, maar ook door de lokale spoorwegmaatschappijen Transports publics Fribourgeois (TPF) en BLS.
Het station ligt op de Mittellandlijn (SBB/CFF) en de spoorlijnen Yverdon-les-Bains – Payerne – Fribourg (SBB/CFF) en Fribourg – Morat – Ins (TPF). De BLS AG bedient ook Fribourg als onderdeel van een van de lijnen van het S-Bahn-net van Bern dewelke door BLS wordt verzorgd.

## Treinverbindingen

### Nationale treindiensten
| Serie | Treinsoort       | Route                                                                                                | Bijzonderheden |
| ----- | ---------------- | --- | -------------- |
| IC 1  | Intercity (SBB)  | Genève-Aéroport – Genève-Cornavin – Lausanne – Fribourg – Bern – Zürich HB – Winterthur – St. Gallen |                |
| IR 15 | InterRegio (SBB) | Genève-Aéroport – Genève-Cornavin – Lausanne – Fribourg – Bern – Luzern                              |                |

### Regionaal treinverkeer
| Serie | Treinsoort                  | Route                                                         | Bijzonderheden |
| ----- | --------------------------- | ------------------------------------------------------------- | -------------- |
| S 1   | S-Bahn Bern (BLS)           | Fribourg – Flamatt – Bern – Thun                              |                |
| S 20  | RER Fribourg/Freiburg (TPF) | Neuchâtel – Ins – Murten/Morat – Cressier – Fribourg – Romont |                |
| S 21  | RER Fribourg/Freiburg (TPF) | Ins – Murten/Morat – Cressier – Fribourg – Romont             |                |
| S 30  | RER Fribourg/Freiburg (SBB) | Yverdon-les-Bains – Estavayer-le-Lac – Payerne – Fribourg     |                |
| S 40  | RER Fribourg/Freiburg (SBB) | Fribourg – Cottens – Romont                                   |                |